# Coto (Caldas da Rainha)
Coto ist eine ehemalige Gemeinde (Freguesia) im portugiesischen Kreis Caldas da Rainha. In ihr leben 1343 Einwohner (Stand 30. Juni 2011).